# Draba kitadakensis
Draba kitadakensis är en korsblommig växtart som beskrevs av Gen-Iti Koidzumi. Draba kitadakensis ingår i släktet drabor, och familjen korsblommiga växter. Inga underarter finns listade i Catalogue of Life.